# Waltheria rotundifolia
Waltheria rotundifolia är en malvaväxtart som beskrevs av Franz von Paula Schrank. Waltheria rotundifolia ingår i släktet Waltheria och familjen malvaväxter. Inga underarter finns listade i Catalogue of Life.